# タケフナイフビレッジ

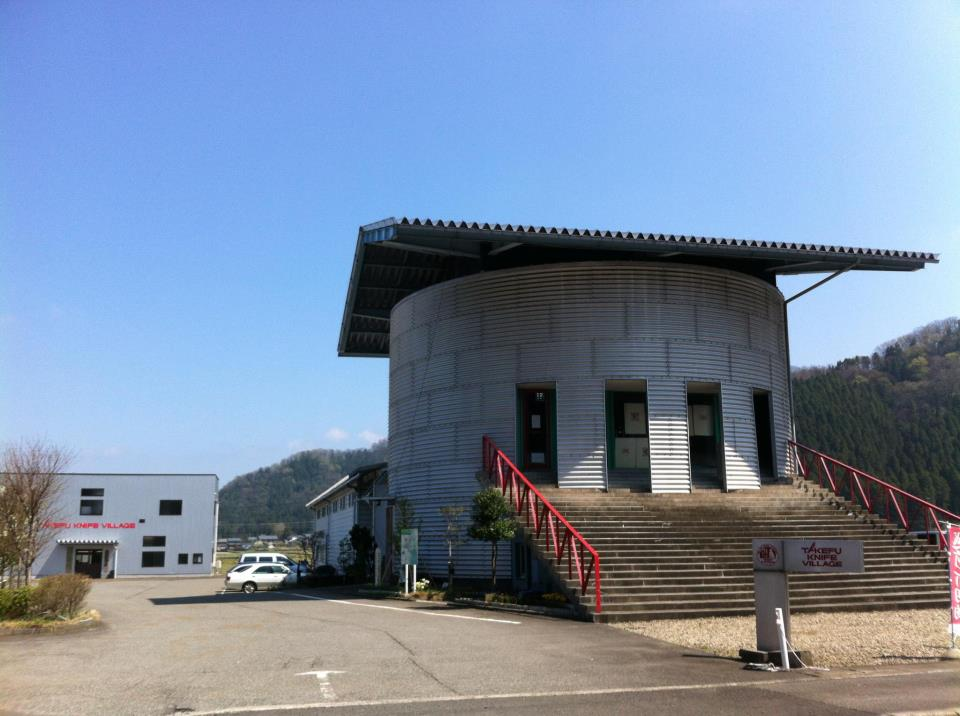
タケフナイフビレッジ外観

タケフナイフビレッジは福井県越前市余川町で越前打刃物の製造、販売をおこなう協同組合である。現在では日本国内はもちろん海外へも越前打刃物を出荷している。

## 歴史（歩み）
- 1982年　川崎和男と商品開発をした商品の統一ブランドを『タケフナイフビレッジ』に決定する。
- 1987年　『タケフ・ナイフ・ビレッジ展』を東京六本木AXISビルにて開催。
- 1985年　クレウス、アルタス他11点がグッドデザイン・ロングライフデザイン賞商品となる[1]。
- 1991年　
  - スミソニアン博物館・クーパーヒューイット美術館に永久展示選定。
  - 『タケフナイフビレッジ協同組合』を設立[2]。
- 1993年　モントリオール美術館に永久展示選定。
- 1994年　フィラデルフィア美術館に永久展示選定。
- 1995年　ニューヨーク近代美術館に永久展示選定。
- 1997年　クレウス他　グッドデザイン賞　ロングライフデザイン賞　受賞。
- 2006年　X&I・プラスコラ　ニューヨーク近代美術館に永久展示選定[3][4]。
- 2020年8月　川崎和男がデザインディレクションした、タケフナイフビレッジ新工房完成[2]